# Ypso (Meland)
Ypso ou Øpso est une île norvégienne dans le comté de Hordaland. Elle fait partie du territoire de l'ancienne commune de Meland, aujourd'hui rattachée à Alver.

## Géographie
Rocheuse et couverte d'une légère végétation, elle s'étend sur environ 2,153 km de longueur pour une largeur approximative de 498 m. Elle compte une vingtaine d'habitations.